# Kirche Marihn

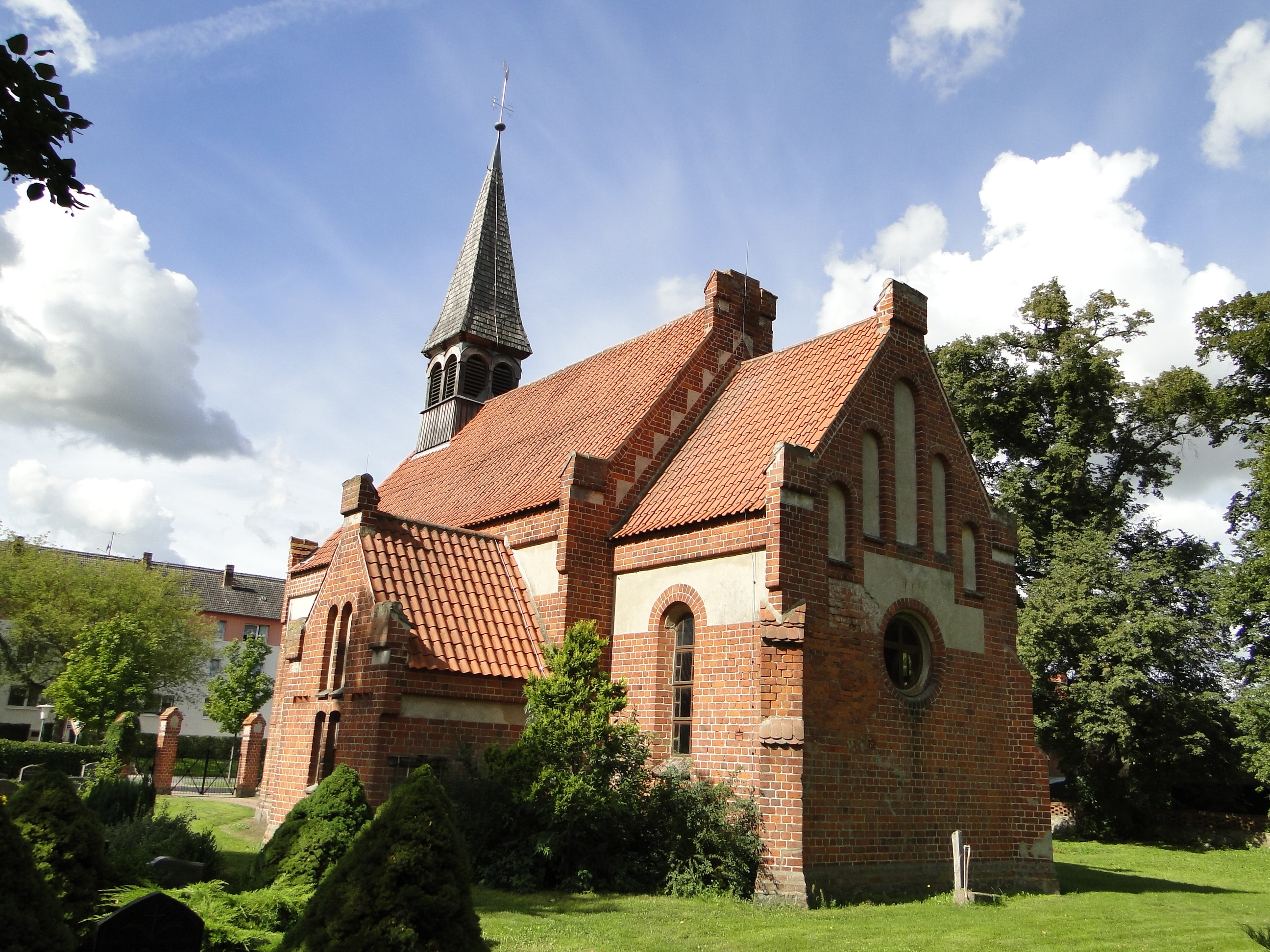
Evangelische Kirche in Marihn

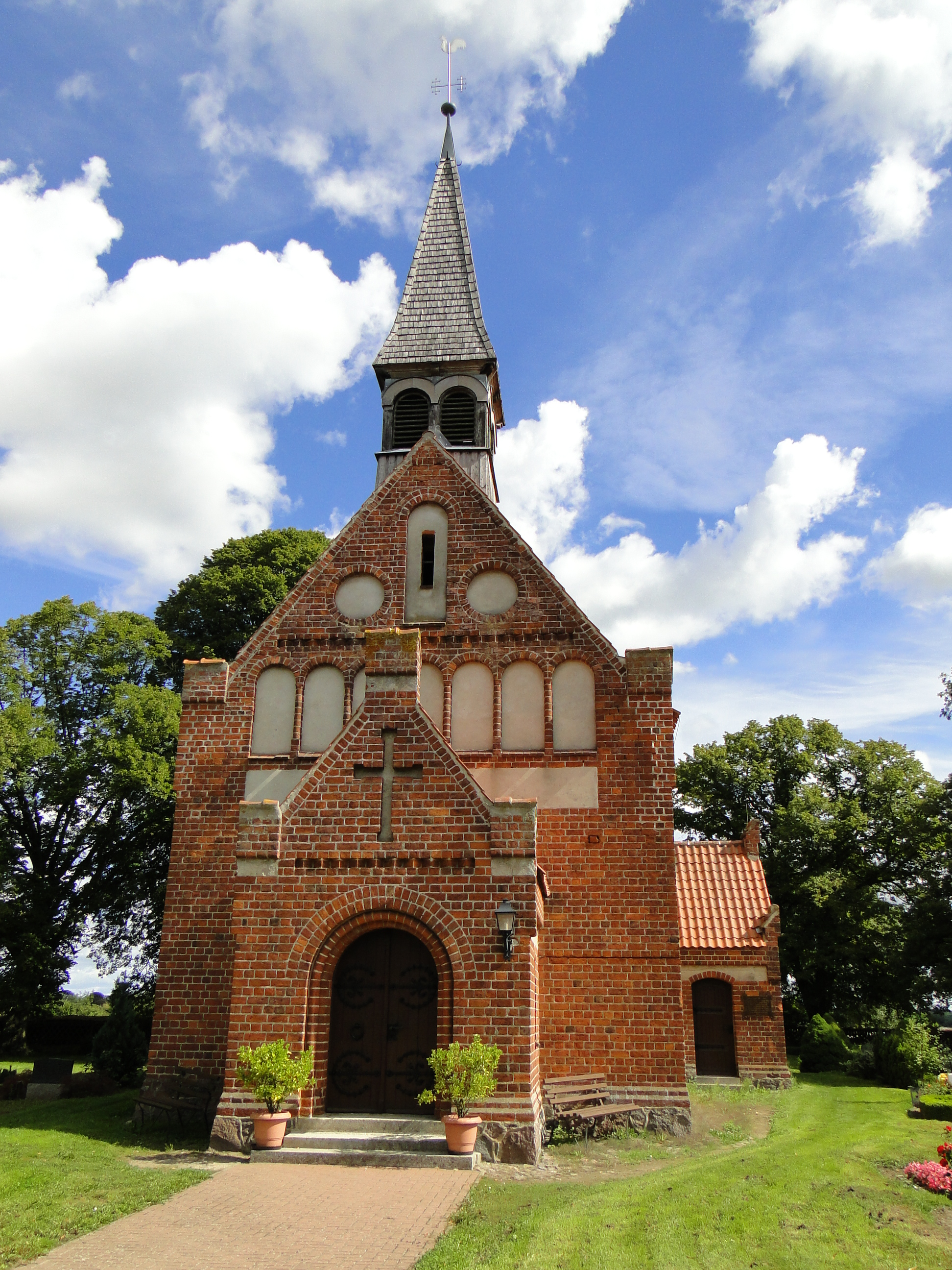
Westansicht mit Portalvorbau

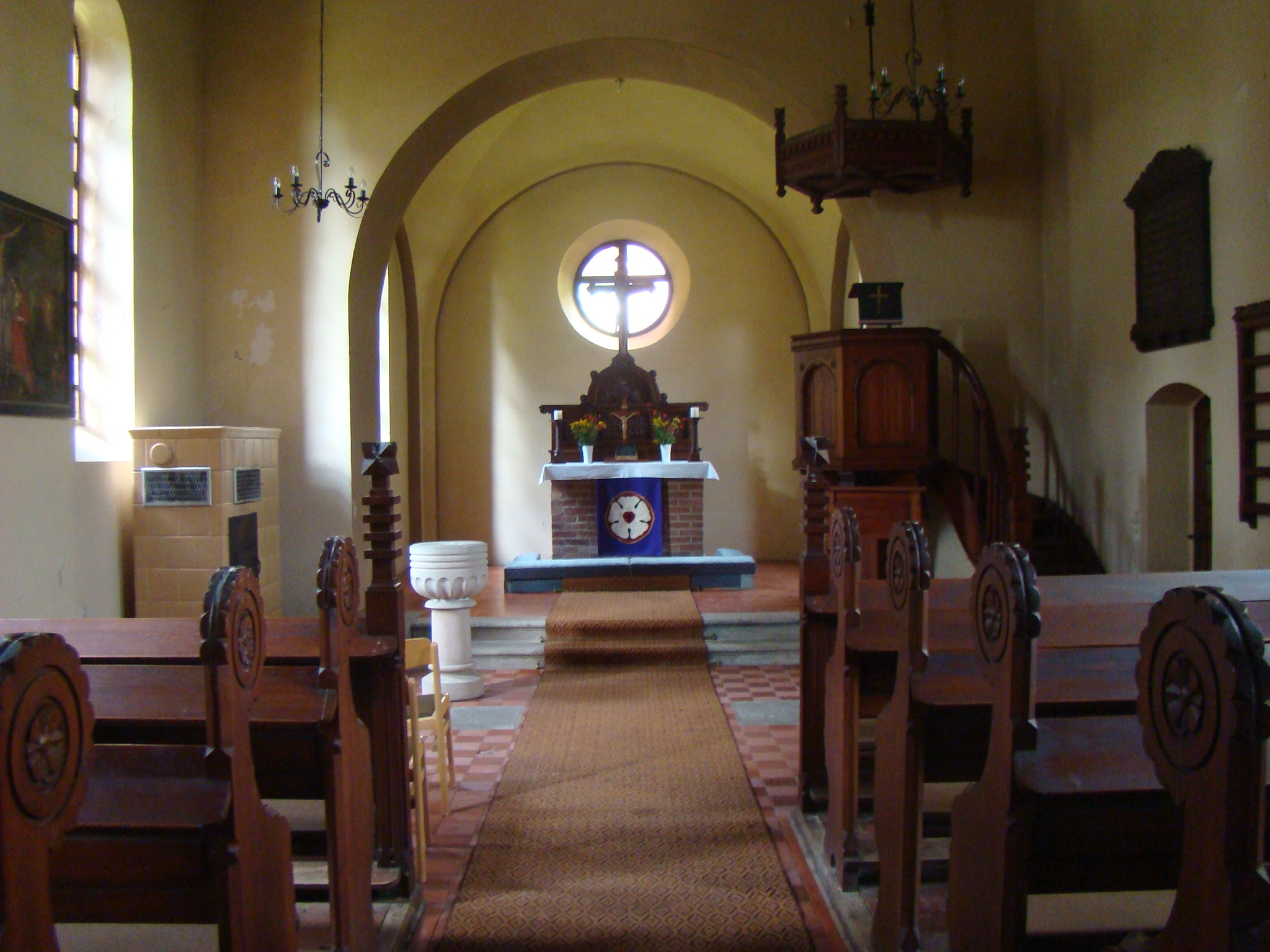
Blick zum Altar

Die Kirche Marihn ist ein denkmalgeschütztes Kirchengebäude in Marihn, einem Ortsteil der Stadt Penzlin im Landkreis Mecklenburgische Seenplatte (Mecklenburg-Vorpommern).

## Geschichte und Architektur
Der Vorgängerbau von 1304 wurde 1725 bei einem Dorfbrand vernichtet.
Die von 1725 bis 1728 errichtete Fachwerkkirche mit einem kleinen Holzturm wurde schon 1773 als baufällig benannt.
Nach dem Abbruch der baufälligen Vorgängerkirche wurde 1904 mit dem Bau des derzeitigen neuromanischen Gebäudes begonnen. Architekt war Paul Schondorf. Die Kirche wurde in Backstein gemauert, an der West- und an der Südseite wurden Portalanbauten angefügt. Das Gebäude wurde im Zweiten Weltkrieg stark beschädigt und später wieder renoviert. Die Wände sind durch schmale Rundbogenfenster mit Backsteinfassung gegliedert. Der Traufbereich ist umlaufend durch eine Putzblende verziert. Der seitliche Anbau ist ebenfalls durch rundbogige Putzblenden gegliedert. Der leicht eingezogene Chor schließt gerade. Dem Turmgiebel ist ein Anbau mit einem rundbogigen Eingangsportal in einem mehrfach gestuften Gewände vorgebaut.

## Dachreiter
Der westliche First ist mit einem schlanken Dachreiter bekrönt, er wurde 1996 durch einen Blitzschlag stark beschädigt, die Wiederaufbauarbeiten dauerten bis 1997. Der quadratische Turmaufsatz wurde aus Holz angefertigt und ist durch je doppelt angeordnete Schallöffnungen gegliedert. Sie sind im Stil den Fenstern im Langhaus ähnlich. Der spitze Helm ist vierseitig.

## Gedenktafel
An der Kirche ist eine Gedenktafel mit Inschrift angebracht: Erbaut Anno 1904 - 1905 vom hohen Patron Sr. königlichen Hoheit dem Großherzog Friedrich Franz IV von Meckl. Schwerin und vom derzeitigen Besitzer von Marin Carl von Rocheid. Eingeweiht am 27. August 1905 in Gegenwart des hohen Patrons und der gesammten Gemeinde Marin.

## Ausstattung
- Der überwiegende Teil der Ausstattung stammt aus der Bauzeit der Kirche, die beiden historischen Gemälde mit der Kreuzigung Christi und dem letzten Abendmahl sind erst in den letzten Jahren als Dauerleihgaben in die Kirche gelangt und zählen nicht zur ursprünglichen Ausstattung.
- Die Glocke im Dachreiter wurde wohl um 1861 von Carl Illies aus Waren gegossen.